# Erhan Kurt
Erhan Kurt (* 6. Juni 1987 in Trabzon) ist ein türkischer Fußballspieler.

## Karriere
Kurt begann mit dem Vereinsfußball 1997 in der Jugend von Boztepespor und wechselte 1999 in die Jugend von Trabzonspor. 2007 wurde er mit einem Profivertrag ausgestattet  und an die Zweitmannschaft Trabzonspors, an den Drittligisten Trabzon Karadenizspor, ausgeliehen. Nach einem Jahr als Leihspieler für Trabzon Karadenizspor wechselte er 2009 samt Ablöse zu diesem Verein. 
Nachdem er die Spielzeit 2010/11 beim Viertligist Batman Petrolspor verbrachte wechselte er zum Ligakonkurrenten Kahramanmaraşspor. Bei seinem neuen Verein gelang ihm auf Anhieb der Sprung in die Stammelf. Zum Saisonende wurde man Playoffsieger der TFF 3. Lig und stieg in die TFF 2. Lig auf. In der 2. Lig wurde man erneut Meister der Liga und stieg in die TFF 1. Lig auf.

## Erfolge
- Mit Kahramanmaraşspor
  - Meister der TFF 2. Lig: 2012/13
  - Aufstieg in die TFF 1. Lig: 2012/13
  - Playoffsieger der TFF 3. Lig: 2011/12
  - Aufstieg in die TFF 2. Lig: 2011/12